# Word of Mouth (Toni Basil)
Word of Mouth è il primo album in studio della cantante statunitense Toni Basil, pubblicato nel 1981 nel Regno Unito e nel 1982 negli Stati Uniti. Contiene la "hit" Mickey.

## Tracce

### Versione USA
1. Mickey – 4:12
2. Rock On – 4:04
3. Shoppin' from A to Z – 4:08
4. You Gotta Problem – 4:34
5. Be Stiff – 3:22
6. Nobody – 4:00
7. Little Red Book – 4:04
8. Space Girls – 2:56
9. Thief on the Loose – 3:50
10. Time After Time – 4:18

### Versione UK
1. Nobody – 4:03
2. Hangin' Around – 4:08
3. Thief on the Loose – 3:54
4. Time After Time – 4:23
5. Mickey – 4:15
6. Little Red Book – 4:07
7. Be Stiff – 3:24
8. Space Girls – 3:00
9. You Gotta Problem – 4:36